# Wazoo (álbum)
Wazoo es un álbum en directo del músico y compositor estadounidense Frank Zappa, editado de forma póstuma el 30 de octubre de 2007. Es un doble CD que consta de un concierto completo con una big band en el Boston Music Hall el 24 de septiembre de 1972. Es el último concierto de una serie de actuaciones en que Zappa volvió a los escenarios después del accidente que sufrió en un anterior concierto en el Rainbow Theater de Londres el 10 de diciembre de 1971. Muchos de los temas aparecen en sus álbumes de estudio The Grand Wazoo y  Waka/Jawaka de 1972, y en el álbum posterior Studio Tan de 1978. Los ensayos de esta serie de conciertos aparecen en Joe's Domage (2004), mientras que Imaginary Diseases (2006) incluye grabaciones en directo con una versión reducida de la banda llamada "Petite Wazoo."
Wazoo es el tercer álbum póstumo que lanza al mercado el sello discográfico Vaulternative Records, después de FZ:OZ (2002) and Buffalo (2007).

## Lista de canciones

### Disco 1
1. "Intro Intros" – 3:19
2. "The Grand Wazoo (Think It Over)" – 17:21
3. "Approximate" – 13:35
4. "Big Swifty" – 11:49

### Disco 2
1. "Ulterior Motive" – 3:19
2. "The Adventures of Greggery Peccary" – 32:37
  1. Movement I – 4:50
  2. Movement II – 9:07
  3. Movement III – 12:33
  4. Movement IV – The New Brown Clouds - 6:07
3. "Penis Dimension" – 3:35
4. "Variant I Processional March" – 3:28

## Músicos
The Mothers of Invention / Hot Rats / Grand Wazoo:
- Frank Zappa - guitarra y dirección.
- Tony Duran - guitarra slide
- Ian Underwood - piano y sintetizador
- Dave Parlato - bajo
- Jerry Kessler - Violonchelo
- Jim Gordon - batería
- Mike Altshul - clarinete piccolo, clarinete y otros instrumentos de viento
- Jay Migliori - flauta, saxo tenor y otros instrumentos de viento
- Earl Dulmer - oboe, contrabajo y otros instrumentos de viento
- Ray Reed - clarinet, saxo tenor y otros instrumentos de viento
- Charles Owens - saxo soprano, saxo alto y otros instrumentos de viento
- Joann McNab - fagot
- Malcolm McNab - trompeta
- Sal Marquez - trompeta
- Tom Malone - trompeta
- Glen Ferris - trombón y tuba
- Kenny Shroyer - trombón
- Bruce Fowler - trombón
- Tom Raney - percusión
- Ruth Underwood - marimba y percusión